# Mimodesisa affinis
Mimodesisa affinis är en skalbaggsart som beskrevs av Stefan von Breuning 1942. Mimodesisa affinis ingår i släktet Mimodesisa och familjen långhorningar. Inga underarter finns listade i Catalogue of Life.